# VTM Koken
VTM Koken, voorheen Zesta, is de kookwebsite van Medialaan.

## Inhoud
De recepten uit de kookprogramma's op VTM en Vitaya, zoals Sofie in de keuken van en Mijn Pop-uprestaurant, worden hierop gebundeld. Daarnaast zijn ook recepten uit oudere programma's zoals De Perfecte Keuken, MasterChef, De keuken van de meester en Met Meus en Vork op de website terug te vinden. Sommige recepten werden aangevuld met een videofragment uit het programma.
Naast recepten bevat de website een blog met keuken- en kookgerelateerde onderwerpen.
In augustus 2012 maakte de VTM bekend te stoppen met de activiteiten van zesta.be en de website te veranderen tot vtmkoken.be.